# Laurent Huard
Pour les articles homonymes, voir Huard.
Laurent Huard, né le 26 août 1973 à Fougères (Ille-et-Vilaine), est un ancien joueur de football français évoluant comme milieu de terrain, reconverti en tant qu'entraineur puis éducateur. Il est actuellement directeur technique du centre de formation de l'AS Saint-Étienne.
En tant que joueur, il effectue sa formation et la majeure partie de sa carrière professionnelle avec le Stade rennais entre 1987 et 1999, avant de passer la saison 1999-2000 à Sedan. Il prend ensuite la direction de Saint-Étienne où il est contraint de mettre un terme à sa carrière en 2002 à la suite de problèmes cardiaques, à seulement 28 ans.
Il se reconvertit en 2003 en étant successivement entraineurs des équipes de jeunes et membre du staff technique du Stade rennais jusqu'en 2015, il entraine ensuite la réserve puis l'équipe U17 du Paris Saint-Germain. En 2019 il rejoint l'AS Saint-Étienne en tant qu'adjoint de Ghislain Printant. En fin d'année 2020 il prend place à son poste actuel : directeur du centre de formation. En décembre 2023 puis en décembre 2024, respectivement après l'éviction de Laurent Batlles et Olivier Dall'Oglio, il assure également la fonction d'entraîneur de l'équipe première par intérim.

## Biographie

### Enfance et formation
Né entre Rennes et Fougères, Laurent Huard se passionne tout petit pour le football qu'il pratique dans son village de Saint-Marc, avant de rejoindre l'école sport-étude de Saint-Méen-le-Grand à l'âge de 13 ans. Là-bas, Laurent est repéré par Patrick Rampillon, responsable du centre de formation du Stade rennais, qui le recrute chez les Rouge et Noir alors qu'il est âgé de 14 ans. Il y passe 5 années, de 1987 à 1991.

### Carrière de joueur

#### Stade rennais, le club de cœur (1990-1999)
Laurent Huard fait ses grands débuts avec l'équipe première le 16 décembre 1990, à l'occasion d'un déplacement sur la pelouse du Parc des Princes (1-1). 
Il passe 9 saisons à Rennes, durant lesquelles le club breton connait la relégation, la montée et la lutte pour le maintien. Son dernier match sous le maillot rennais a lieu le 22 mai 1999, lors d'une victoire 1-0 face à Metz. 
Il déclare plus tard à propos de ses années rennaises : "J’ai toujours apprécié de jouer pour le Stade rennais. C’est mon club. Je garde d’excellents souvenirs [...]". 

#### Passage à Sedan (1999-2000)
Face à la concurrence de plus en plus importante, il quitte son club formateur pour rejoindre le CS Sedan-Ardennes en 1999. Il ne dispute qu'une saison avec les Sangliers, au cours de laquelle il marque notamment un but face au Stade rennais. Sedan termine à la 7ème place du classement et se qualifie pour la Coupe Intertoto.

#### Fin à Saint-Étienne (2000-2002)
En 2000, Robert Nouzaret, sensible à ses performances, le fait venir à l'AS Saint-Étienne. Huard devient rapidement un élément important des Verts, qui sont relégués en seconde division à la fin d'une saison rendue très compliquée par la fameuse affaire des faux passeports,. 
Malgré des propositions de Rennes et Sedan, Huard décide de rester fidèle à l'ASSE même en deuxième division.  
La saison suivante est difficile pour le joueur : après avoir été victime de deux malaises sur la pelouse du centre d'entrainement de l'ASSE, les examens médicaux révèlent que Huard souffre d'une dilatation du ventricule droit avec des amas graisseux. En 2002, il est donc contraint de se faire poser un pacemaker et de mettre un terme à sa carrière de sportif, alors qu'il est âgé de seulement 28 ans.

### Carrière d'entraineur et d'éducateur

#### Stade rennais (2006-2015)
Le Stade rennais lui offre alors un poste d'entraîneur au sein de son centre de formation. En 2006, il est nommé entraîneur adjoint auprès de Pierre Dréossi au sein du staff technique de l'équipe première. 
Un an plus tard, il devient entraîneur de l'équipe réserve en remplacement de Landry Chauvin. 

#### Paris Saint-Germain (2015-2019)
Il occupe ce poste jusqu'en 2015, date à laquelle il quitte le Stade rennais pour prendre en main la réserve du Paris Saint-Germain. Après une année avec la réserve, il devient l’entraineur de la section U17.

#### AS Saint-Étienne (depuis 2019)
En juin 2019, il annonce à ses joueurs qu’il met fin à son contrat et rejoint l'AS Saint-Étienne, où il occupe le poste d’entraîneur adjoint de Ghislain Printant. Pierre Dréossi vante alors ses qualités d'adjoint et salue le choix du club stéphanois.
Il devient directeur technique du centre de formation en fin d'année 2020 à la suite de l'arrivée de Claude Puel et de la réorganisation de l'organigramme du club. 
Le 17 janvier 2021, à l'occasion de la réception du RC Strasbourg en championnat, il remplace exceptionnellement Puel sur le banc de l'équipe première. 
Le 1er avril 2021, l'ASSE annonce que tous les contrats des éducateurs arrivant à échéance sont reconduits ; Huard est donc lié au club pour une saison supplémentaire.
Le 6 décembre 2023, à la suite de l'éviction de Laurent Batlles, il est promu entraîneur principal pour assurer l'intérim, qui durera un match (élimination au huitième tour de Coupe de France face au Nîmes Olympique, 0-1). Après la nomination d'Olivier Dall'Oglio, il retrouve son poste initial.
Le 14 décembre 2024, suivant le limogeage de Dall'Oglio par Kilmer Sports Ventures, les nouveaux propriétaires canadiens du club du Forez, il redevient entraineur de l'équipe professionnelle stéphanoise par intérim. Il se retrouve ainsi sur le banc pour la réception de l'Olympique de Marseille au stade Geoffroy-Guichard, à l'occasion la rencontre de 1/32 de finale en Coupe de France (défaite, 0-4), avant la prise de fonction d'Eirik Horneland.

## Carrière et clubs successifs

### Joueur
- 1990-1999 :  Stade rennais
- 1999-2000 :  CS Sedan-Ardennes
- 2000-2002 :  AS Saint-Étienne
- Équipe de Bretagne : 1 sélection (Bretagne-Cameroun, 21 mai 1998 à Rennes)

### Entraîneur et éducateur
- 2003-2006 : Éducateur auprès des équipes de jeunes du Stade rennais
- 2006-2007 : Entraîneur adjoint auprès de Pierre Dréossi au Stade rennais
- 2007-2015 : Entraîneur de l'équipe réserve du Stade rennais
- 2015-2016 : Entraîneur de l'équipe réserve du Paris Saint-Germain
- 2016-2019 : Entraîneur des U17 du Paris Saint-Germain
- 2019-2020: Entraîneur adjoint de l’AS Saint-Étienne
- 2020- : Directeur technique du centre de formation de l'AS Saint-Étienne

## Palmarès

### Entraîneur
Stade rennais :
- Vainqueur de la Coupe Gambardella en 2008

 Paris Saint-Germain :
- Champion de France U17 en 2017